# Разгон, Аврам Моисеевич
Авра́м Моисе́евич Разго́н (6 января 1920, Ярцево — 3 февраля 1989, Москва) — советский историк, музеевед; доктор исторических наук (1974), профессор (1986).

## Биография
Родился в семье музыканта; окончил смоленскую школу № 2. В 1938—1939 годах учился в Московском горном институте, с 1939 года — на историческом факультете МИФЛИ. Был призван в РККА, участник советско-финской войны и Великой Отечественной войны. В июне 1942 года был тяжело ранен. С октября 1943 — студент МГУ.
А. М. Разгон окончил исторический факультет Московского университета в 1948 году, был учеником и коллегой профессора Н. Л. Рубинштейна. В 1951 году защитил кандидатскую диссертацию «Крестьяне Ивановской вотчины Шереметьевых во второй половине XVII века (к истории расслоения крестьянства)».
В 1952—1972 годах работал в НИИ музееведения в должности старшего научного сотрудника, в 1962—1972 годах — заместитель директора по науке.
В 1972—1974 годах возглавлял сектор музееведения в Музее Революции. В 1973 году в Саратовском университете защитил докторскую диссертацию «Исторические музеи в России 1861—1917». С 1974 по 1988 год заведовал отделом картографии Государственного исторического музея. С 1984 по 1989 год заведовал кафедрой музейного дела Института повышения квалификации работников культуры. Читал лекции по музееведению на историческом факультете МГУ и на кафедре музееведения МГИАИ. Первым в СССР получил учёное звание «профессор по кафедре музейного дела» (1986).
В 1977 году А. М. Разгон выступил одним из учредителей Международного комитета музеологии (ИКОФОМ) в составе ИКОМ, до 1983 года был вице-президентом ИКОФОМа. В 1982 году на конференции в Иванове «Музей и школа» отметил, что создание такой научной дисциплины, как музейная педагогика, «находящееся на стыке целого комплекса наук, ныне представляется уже не какой-то отдаленной перспективой, а насущной практической задачей». Участвовал в разработке Международного глоссария музейных терминов Dictionarium museologicum, изданного в 1983 и 1986 годах.
Совместно с музеологами ГДР Разгон руководил подготовкой международного проекта по написанию книги «Музееведение. Музеи исторического профиля», изданной в 1988 году и на протяжении многих лет являвшейся основным учебником по музееведению. В последние десятилетия жизни Разгон отдавал много сил разработке теоретико-методических основ профессионального образования музееведов.
Супруга — Елена Зиновьевна Ардашникова (1928—2011); сын Леонид (род. 1950).
Похоронен на Востряковском кладбище. Личный архив хранится в Отделе письменных источников ГИМ.

## Основные работы
- Кононов Ю. Ф., Милонов Н. П., Разгон А. М. Историческое краеведение (основные источники изучения истории родного края): пособие для студентов педвузов. М.: Просвещение, 1969.
- Финягина Н. П., Разгон А. М. Изучение и научное описание памятников материальной культуры. М.: Советская Россия, 1972. — 271 с.
- Razgon A.M. Research work in museums: its possibilities and limits, in Possibilities and Limits in Scientific Research Typical for the Museums. (Les possibilités et les limites du travail et de la recherche scientifiques dans les muses, in Possibilités et limites de la recherche scientifique typiques pour les musées). Brno, Musée morave, 1978, p. 20-45, 99-127.
- Razgon A.M. Contemporary museology and the problem, in Sociological and Ecological Aspects in Modern Museum Activities in the Light of Cooperation With Other Related Institutions. (La muséologie contemporaine et le problème de la place des musées dans le système des institutions sociales, in Aspects sociologiques et écologiques dans l’activité des musées modernes en coopération avec les autres organisations sœurs). Brno, Moravian Museum, 1979, p. 29-37.
- Razgon A.M. Museological provocations 1979, in Museology — Science or just practical museum work? MuWoP 1, 1980, p. 11-12. (англ.)
- Razgon A.M. Multidisciplinary research in museology. MuWoP 2, 1981, p. 51-53. (англ.)